# 卡魯扎-克萊因理論
物理學中，卡魯扎-克萊因理論（Kaluza–Klein theory，有時簡稱為 KK theory）是一個試圖統一重力與電磁兩大基本力的理論模型。此理論最初由數學家西奧多·卡魯扎於1921年所發表。他將廣義相對論推廣到五維的時空。所得方程式可以分成好幾組方程式，其中一個等價於愛因斯坦場方程式，另外一組方程式則等價於描述電磁場的馬克士威方程組。此外，還多出一個純量場——五維度規張量之分量 {\displaystyle g_{55}}，其對應粒子稱之為「引力标量子（Graviscalar）」。

## 概論
將五維時空分開成四維的愛因斯坦方程式以及麦克斯韦方程組是首先由贡纳尔·努德斯特伦於1914年所發現，出現在他的重力理論內文中，但隨後就被世人遺忘。在1926年，奧斯卡·克萊因（Oskar Klein）提議了第四個空間維度捲曲成一個半徑非常小的圓，所以粒子沿著這個軸移動很短的距離，就會回到起始點。粒子在回到起始點前所能行進的距離則稱作是該維度的大小。這個額外維度（extra dimension）是一個緊集，而時空具有緊緻維度的現象則稱作是紧化。

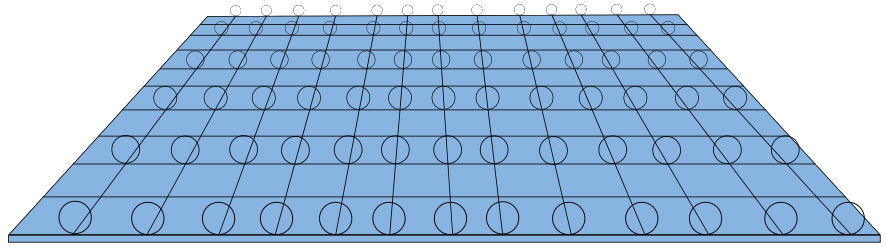
第五維度捲曲成圓，構成了最早的高維宇宙模型。此模型僅多出現了一個額外維度。

現代幾何學中，額外的第五維度可以被理解為圓群U(1)，而基本上，電磁學可以用在纖維叢上規範群U（1）的規範場論來詮釋。一旦這樣的幾何詮釋能被理解，則將U（1）換成廣義的李群就顯得容易而直觀。這樣的推廣常稱作是楊-米爾斯理論。若要提到兩者的差異，則可說楊–米爾斯理論是在平坦時空的場合處理，而卡魯扎-克萊因理論則是在更具一般性的彎曲時空中處理。卡魯扎-克萊因理論的底空間不一定是四維時空，而可以是任何的（偽）黎曼流形，或者甚至是超對稱流形、轨形或非交換空間。

## 時間-空間-物質理論
卡魯扎-克萊因理論的一個特別的變形是所謂的時間-空間-物質理論（space-time-matter theory）或稱引生物質理論（induced matter theory），主要是由Paul Wesson及其他人所推廣，他們組成所謂的Space-Time-Matter Consortium。在這理論版本中，值得注意的是下面方程式所得的解：
{\displaystyle R_{AB}=0}，
其中{\displaystyle R_{AB}}是五維里奇曲率，也可以在四維中重新表述，這樣的解滿足愛因斯坦方程式：
{\displaystyle G_{\mu \nu }=8\pi T_{\mu \nu }}，
其中{\displaystyle T_{\mu \nu }}的精準形式來自於五維空間中的里奇平坦条件（Ricci-flat condition）。既然能量-動量張量{\displaystyle T_{\mu \nu }}常被了解為四維空間中的物質密度，上面的結果則被詮釋成：四維物質是引生自五維空間中的幾何。
特別是{\displaystyle R_{AB}=0}的孤立子（soliton）解可被展示：其包含了輻射主導形式（早期宇宙）與物質主導形式（晚期宇宙）中的羅伯遜-沃爾克度規（Robertson-Walker metric）。一般方程式則可被展示與古典範疇的重力理論測試相符，在物理學原則上可以被接受，而其仍留有相當多的自由度可提供一些有趣的宇宙學模型。

## 參閲
- DGP模型
- 超重力
- 紧致化
- 卡拉比-丘流形

## 外部連結
- Kaluza-Klein Theory in Perspective. (englisch) arXiv:hep-th/9410046
- On the History of Unified Field Theories （页面存档备份，存于） (englisch)
- Kaluza, Theodor (1921). "Zum Unitätsproblem in der Physik". Sitzungsber. Preuss. Akad. Wiss. Berlin. (Math. Phys.): 966–972, www.biodiversitylibrary.org. （页面存档备份，存于）